# 童陆生
童陆生（1901年—2001年），中国人民解放军将领、中国人民解放军开国少将。
曾任中国人民解放军训练总监部军事出版部副部长。1955年，授予中国人民解放军少将。